# بهار (راز و جرگلان)
بهار (راز و جرگلان)، روستایی از توابع بخش جرگلان شهرستان راز و جرگلان در استان خراسان شمالی ایران است.
این روستا شمالی ترین روستای استان خراسان شمالی از لحاظ مختصات جغرافیایی است.

## جمعیت
این روستا در دهستان جرگلان قرار دارد و براساس سرشماری مرکز آمار ایران در سال ۱۳۸۵، جمعیت آن ۴۰۷ نفر (۱۰۳خانوار) بوده‌است.